# Hermagor (distrito)
| Hermagor                                      |                                          |
| Estado                                        | Caríntia                                 |
| Capital                                       | Hermagor-Pressegger See                  |
| Área                                          | 808,02 km²                               |
| População                                     | 19.019 habitantes (1 de janeiro de 2010) |
| Densidade                                     | 24 hab./km²                              |
| Website                                       | Site oficial                             |
| Localização de Hermagor no estado de Caríntia |                                          |
|                                               |                                          |

Hermagor é um distrito da Áustria localizado no estado da Caríntia.

## Cidades e municípios
Hermagor possui sete municípios, sendo um deles, a capital Hermagor-Pressegger See, com estatuto de cidade (Stadtgemeinde) e dois com estatuto de mercado (Marktgemeinde):
| Cidade: 1. Hermagor-Pressegger See Mercados: 1. Kirchbach 2. Kötschach-Mauthen | Municípios: 1. Dellach 2. Gitschtal 3. Lesachtal 4. Sankt Stefan im Gailtal |